# 特賴瑟河
51°27′4″N 8°21′37″E / 51.45111°N 8.36028°E

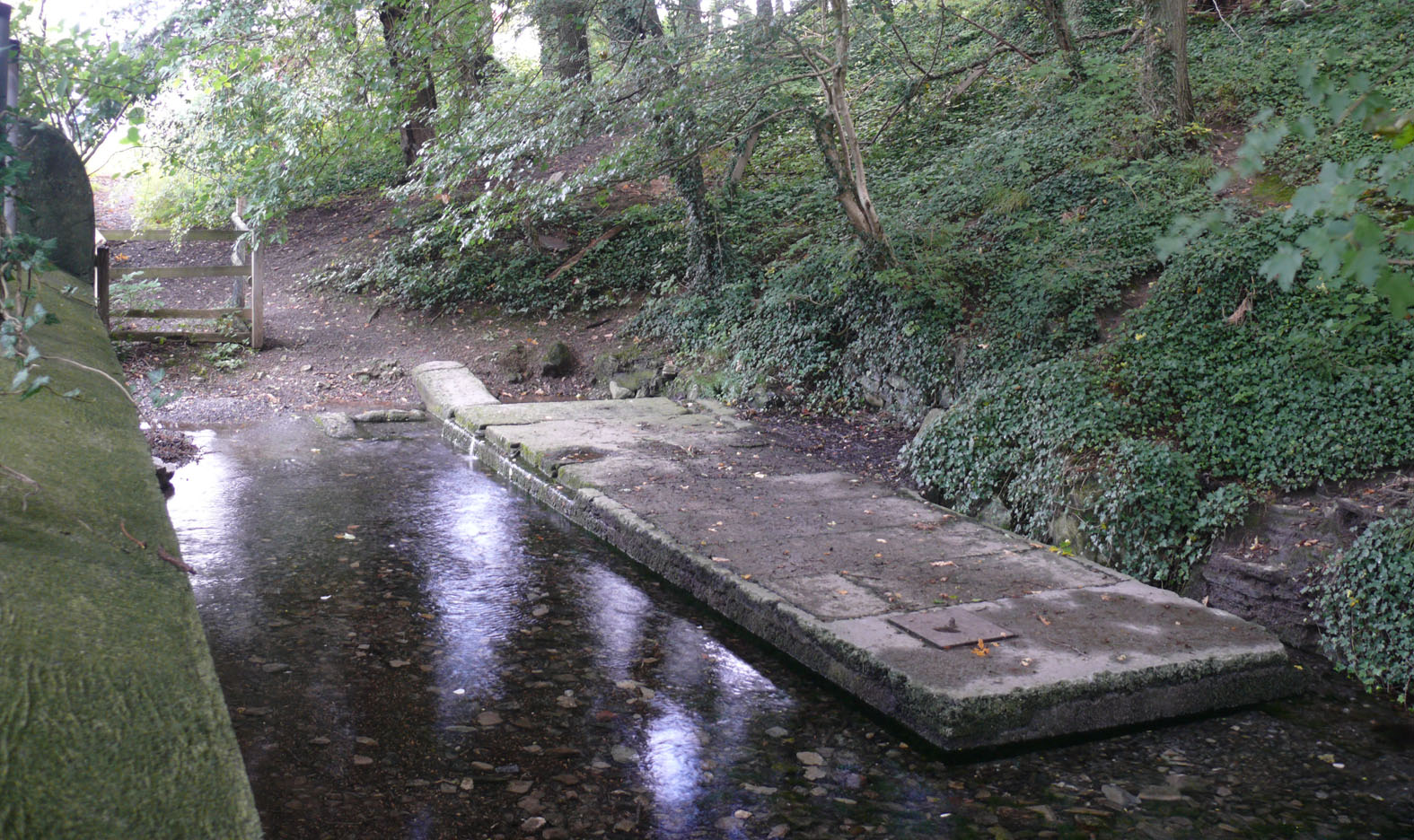
特賴瑟河

特賴瑟河（德語：Treise），是德國的河流，位於該國西部，處於北萊茵-威斯特法倫州，屬於韋斯特河的支流，河道全長0.3公里，河畔城鎮有瓦爾施泰因。